# Imagine Dragons
Gli Imagine Dragons sono un gruppo musicale statunitense formatosi a Las Vegas nel 2008 e composto da Dan Reynolds (voce, chitarra e pianoforte), Wayne Sermon (chitarra) e Ben McKee (basso). Annoverati tra i principali esponenti del pop rock americano, gli Imagine Dragons hanno inciso sette album, di cui due dal vivo, che nel complesso contano circa 75 milioni di copie vendute, che rendono loro tra gli artisti con il maggior numero di vendite nella storia della musica.
Il gruppo ottenne fama dal 2012 con il singolo It's Time e il lancio del loro primo album Night Visions, capace di raggiungere la seconda posizione della Billboard 200. Dall'album vennero estratti due singoli, Demons e Radioactive, anch'essi in grado di ottenere un rilevante successo commerciale: il primo rimase in classifica per dodici settimane di fila nella top ten della Billboard Hot 100, mentre il secondo ricevette un Grammy Award alla miglior esibizione rock di un gruppo e, successivamente, divenne il brano di una band con il maggior numero di settimane spese nella Billboard Hot 100 (87), guadagnandosi inoltre la certificazione di disco di diamante dalla RIAA per le oltre 10 milioni di copie vendute. Nel 2013 vennero eletti da Billboard come il gruppo esordiente di maggior successo dell'anno. Nel 2015 venne pubblicato il secondo lavoro del quartetto, Smoke and Mirrors, che raggiunse la prima posizione della classifica statunitense, canadese e britannica. Dall'album vennero estratti i singoli I Bet My Life, Gold e Shots, che riscontrarono meno successo in termini di vendite. A seguito del relativo tour mondiale, due anni dopo uscì il terzo album, Evolve, che ottenne un ampio successo internazionale, ricevendo una nomina ai Grammy Award al miglior album pop vocale. I singoli di punta, Believer e Thunder, esordirono nelle principali classifiche di vendita internazionali, vendendo complessivamente oltre 20 milioni di copie in tutto il mondo; in questa occasione, inoltre, il gruppo divenne la prima rock band ad avere due brani con oltre un miliardo di streams su Spotify.
A ciò fece seguito la pubblicazione del singolo Natural, che anticipò il quarto album in studio Origins e che li rese gli unici artisti nella storia della classifica Hot Rock Songs ad aver conquistato quattro primi posti diversi e averli mantenuti per oltre 100 settimane cumulative. Dall'album vennero estratti i singoli Born to Be Yours, Bad Liar e Zero, quest'ultimo colonna sonora del film Disney Ralph spacca Internet. Nel 2019, inoltre, venne pubblicata Birds con la collaborazione della cantautrice italiana Elisa. Nel 2021 hanno rilasciato i singoli Follow You e Wrecked, che hanno preannunciato il quinto album in studio: Mercury - Act I. Nel medesimo anno hanno pubblicato Bones, brano apripista del sesto lavoro, Mercury - Act 2.
Nel corso della loro carriera hanno vinto più di 50 premi – ricevendo più di 150 nomination –, tra cui figurano tre American Music Award, dieci Billboard Music Awards, otto BMI Pop Awards, cinque iHeartRadio Music Awards, cinque Teen Choice Awardss un premio Echo e un Grammy Award. Il gruppo può fregiarsi anche di quattro nomine ai Grammy Awards, tre agli American Music Awards, una agli MTV Video Music Awards, nonché dieci ai Billboard Music Awards. Inoltre, sono stati inseriti al primo posto della Year in Rock nel 2013, 2017, e 2018, oltreché nominati miglior band del 2017 da Billboard.
Tre singoli del gruppo (Radioactive, Demons e Believer) sono stati certificati disco di diamante per le numerose vendite negli Stati Uniti d'America; ciò fa degli Imagine Dragons il primo gruppo in assoluto (e il nono artista) ad avere mai ottenuto tale risultato nella storia della musica.

## Storia

### Primi anni (2008-2011)
Il primo scheletro del gruppo musicale Imagine Dragons si ebbe nel 2008, allorché il cantautore Dan Reynolds incontrò il batterista Andrew Tolman alla Brigham Young University di Provo, dove entrambi furono studenti, e cominciarono a suonare insieme. In questo duo vennero reclutati il chitarrista Andrew Colin Beck, la tastierista Aurora Florence e il bassista Dave Lemke. Nelle prime settimane di vita, la band utilizzò una frase conosciuta solo dai componenti – poi divenuta pubblica, ovvero Ragged Insomnia – che, successivamente, venne modificata, con l'intenzione di avere un nome più commerciale, anagrammandola in Imagine Dragons, che poi divenne il nome definitivo.

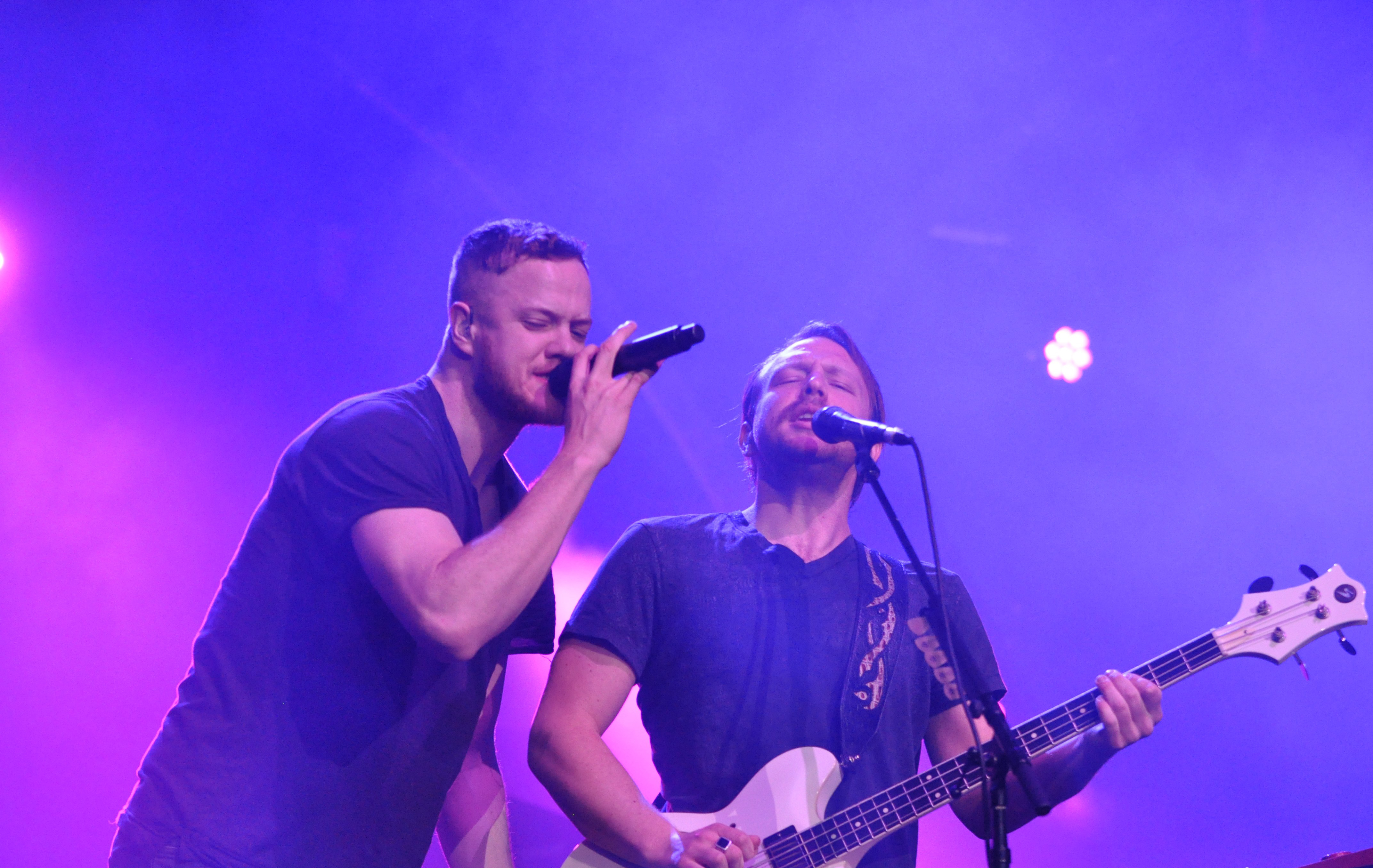
Dan Reynolds e il bassista Ben McKee

Sin dai primi tempi, il gruppo iniziò a coronare i primi successi, vincendo solo nel primo anno la Battle of the Bands dell'Università sopracitata, la Battle of the Bands del Club Velour e lo Utah Valley University's Got Talent. Nel mentre, il quintetto pubblicò un extended play intitolato Speak to Me, cui, l'anno successivo, fece seguito l'abbandono del gruppo da parte di Beck e Florence, subito rimpiazzati da Wayne Sermon, proveniente dal Berklee College of Music, e Brittany Tolman, collega di Università di Dan Reynolds e Andrew Tolman, nonché moglie di quest'ultimo. Inoltre, la band dovette porre rimedio a un altro addio; infatti, all'inizio del 2009, anche Lemke lasciò il gruppo, portando, così, Sermon a scegliere quale bassista un altro studente della Berklee, Ben McKee. La band raccolse un grande seguito nella loro città natale di Provo, nello Utah, prima che i membri si trasferissero a Las Vegas, città natale del frontman Reynolds, dove la band registrò e pubblicò i successivi tre EP indipendenti. Il primo fu l'omonimo Imagine Dragons, rilasciato il 1º settembre 2009 e il secondo fu Hell and Silence, pubblicato il 10 marzo 2010, entrambi registrati ai Battle Born Studios di Las Vegas. Il 2011, invece, fu l'anno della registrazione e della pubblicazione del terzo EP, It's Time, che con il passare del tempo sarebbe diventato il loro trampolino di lancio. Infatti, sei mesi dopo la pubblicazione, più precisamente il 18 novembre 2011, firmarono un contratto discografico con la Interscope Records, etichetta appartenente alla Universal Music Group, e la KIDinaCorner, di proprietà del produttore britannico Alex da Kid, che cominciò a lavorare con il gruppo al fine di registrare del nuovo materiale. Inoltre, prima della firma del contratto, i coniugi Tolman decisero di lasciare il gruppo, venendo sostituiti dalla tastierista e corista Theresa Flaminio e dal batterista Daniel Platzman. Con l'uscita di Andrew Tolman, dunque, Reynolds fu l'unico membro fondatore rimasto nella formazione. Poco prima di iniziare le registrazioni per il loro primo album, si verificò un'altra uscita, quella di Theresa Flaminio.
La prima vera grande occasione per il gruppo statunitense si presentò quando il frontman dei Train, Pat Monahan, si ammalò poco prima del Bite of Las Vegas 2009. A tal punto, i quattro membri vennero chiamati a esibirsi davanti a una folla di circa ventisei mila persone. Successivamente, i riconoscimenti locali ottenuti quali Best CD of 2011 (Vegas SEVEN), Best Local Indie Band 2010 (Las Vegas Weekly), Las Vegas' Newest Must See Live Act (Las Vegas CityLife) e Vegas Music Summit Headliner 2010, indirizzarono la band nella giusta direzione permettendo loro di farsi conoscere oltre i propri confini.

### Il debutto conNight Visionse il successo (2011-2014)
I lavori con Alex da Kid iniziarono a cavallo tra il 2011 e il 2012 ai Westlake Recording Studios, situati a West Hollywood: un primo EP, intitolato Continued Silence EP e contenente quattro dei brani che poi verranno ripresi nel loro primo album in studio, venne pubblicato il giorno di San Valentino, il 14 febbraio 2012, in formato digitale; in pochi mesi raggiunse la 40ª posizione della Billboard 200, in virtù del successo del primo singolo It's Time, annoverato tra le prime cinque posizioni nelle classifiche Alternative Songs e Rock Songs di Billboard, nonché quindicesimo nella prestigiosa Billboard Hot 100. Il relativo videoclip debuttò il 17 aprile 2012 su MTV e in seguito venne nominato agli MTV Video Music Awards nella categoria Best Rock Video. Inoltre, la band vinse il premio di MTV PUSH Artist of the Week e tale brano venne utilizzato in numerose serie televisive e spot pubblicitari, tra cui quello di Apple per la presentazione dell'Apple Store di Barcellona durante il keynote di presentazione dell'iPhone 5. Verso la fine dell'anno, It's Time venne certificato singolo d'oro dalla RIAA per le oltre 500 000 copie vendute.

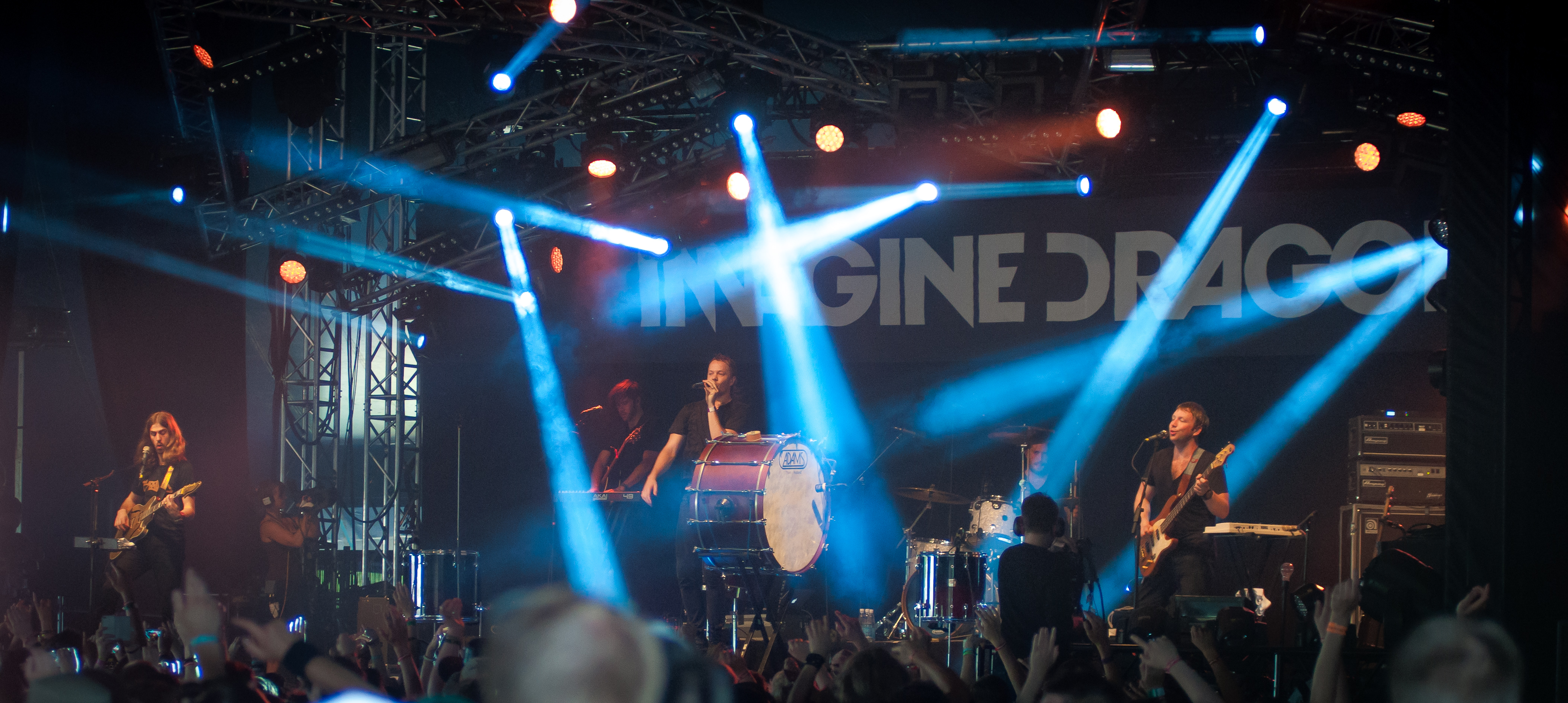
Gli Imagine Dragons durante un'esibizione al festival Ilosaarirock

Nel frattempo la band si recò negli Studio X, collocati nel Palms Casino Resort, per terminare la registrazione del suo album di debutto: Night Visions. Alla sua uscita, avvenuta il 4 settembre 2012, il disco debuttò direttamente alla seconda posizione della celebre Billboard 200, vendendo solo nella prima settimana 83 000 copie, l'importo più alto per un album rock di debutto dal 2006. Night Visions vinse, tra gli altri, il riconoscimento come disco di platino in sette stati e in numerosi altri il disco d'oro, accumulando al 2013 1,8 milioni di dollari di vendite solo negli Stati Uniti d'America. La nota rivista Billboard attribuì loro il titolo di Band di punta del 2013, e nello stesso anno fecero apparizioni in vari programmi televisivi noti, tra cui The Tonight Show with Jay Leno (2012), Jimmy Kimmel Live! (2012) e Late Night with Jimmy Fallon (2013).
Nel mentre, il gruppo continuò a cavalcare l'onda del successo con i successivi singoli, ovvero Radioactive, Hear Me, On Top of the World e Demons; il primo, in particolare, entrò nelle classifiche di tutto il mondo e spese il record di 87 settimane nella celeberrima Billboard Hot 100 (prima di essere eguagliato e successivamente battuto da Blinding Lights di The Weeknd nel 2021), oltre a occupare il primo posto della Rock Songs per 23 settimane di fila – stabilendo un altro primato – , guadagnandosi nel 2014, con oltre 6 milioni di copie vendute solo negli Stati Uniti (arriverà, entro l'anno successivo, a oltre 14 milioni di unità vendute tra vendite e streaming, ottenendo la certificazione di disco di diamante), il titolo di brano rock più venduto della storia nell'era digitale. Radioactive, inoltre, fu candidata a due Grammy Awards nel 2014: uno per la registrazione dell'anno e l'altro per la miglior esibizione rock di un gruppo, trionfando nell'ultima categoria, mentre Night Visions si aggiudicò nello stesso anno il titolo di miglior album rock ai Billboard Music Awards, cerimonia durante la quale gli Imagine Dragons eseguirono un medley di Radioactive e MAAD City insieme al rapper Kendrick Lamar; inoltre, vennero premiati con altri quattro premi, tra i quali miglior gruppo dell'anno e miglior artista della Hot 100. Radioactive, per finire, venne proclamata da Rolling Stone migliore hit rock dell'anno mentre MTV nominò gli Imagine Dragons migliore band emergente del 2013. L'altro singolo, Demons, ottenne anch'esso un gran successo di vendite, con 4 milioni di copie solo negli Stati Uniti e arrivando alla sesta posizione della Billboard Hot 100.

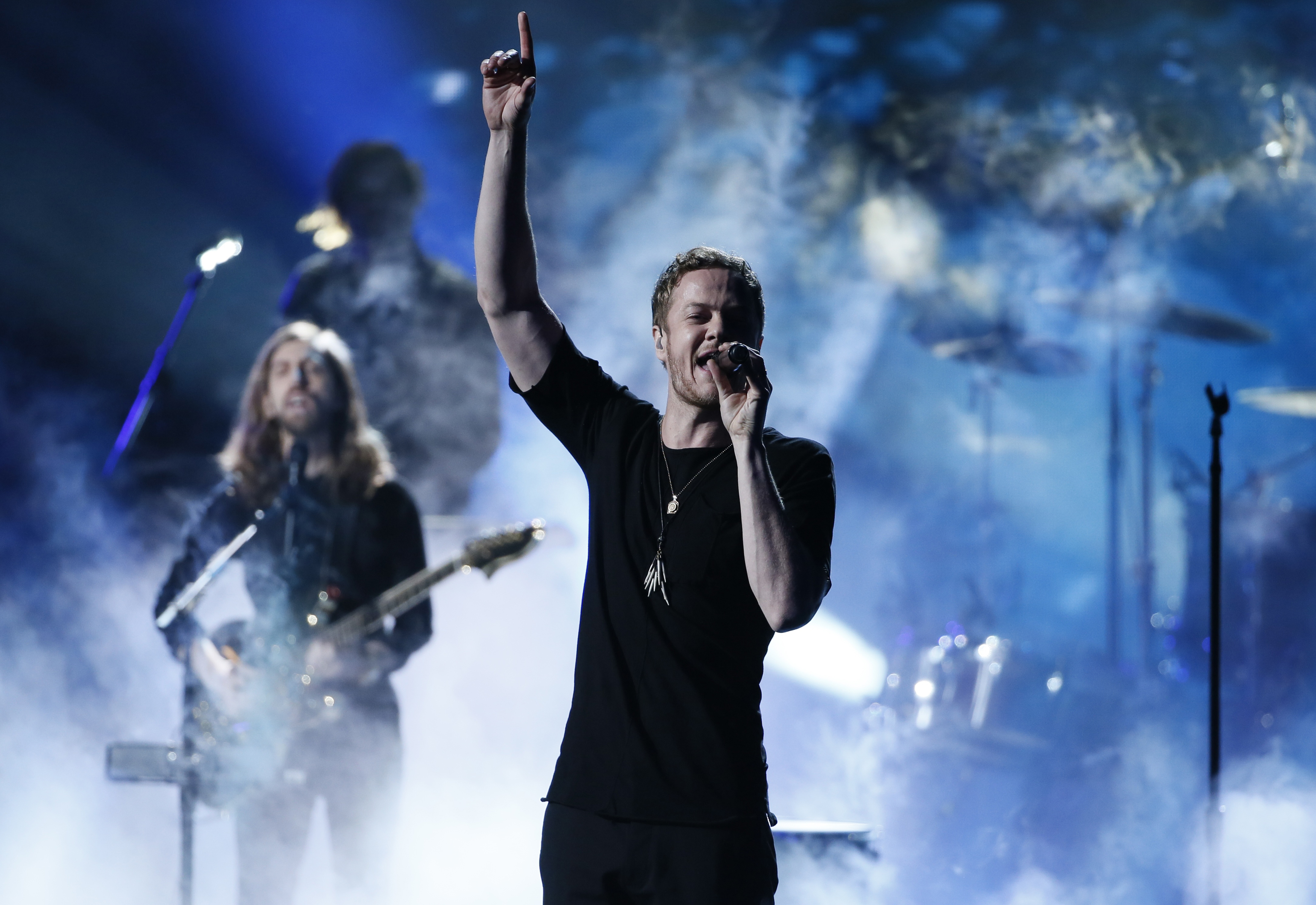
Il gruppo agli American Music Award nel 2013

Nel 2013, gli Imagine Dragons tornarono in Europa e Nord America con il Night Visions Tour. La band annunciò altre 13 date del tour estivo negli Stati Uniti che registrarono il tutto esaurito, nonché un tour dell'Anfiteatro del Nord America. Infine, Pollstar inserì la band nella loro lista dei 20 migliori tour di concerti per incasso medio al botteghino, malgrado il prezzo medio del biglietto fosse il terzo più basso della lista.
La band, inoltre, pubblicò un album dal vivo, Live at Independent Records, nell'aprile 2013. Il 19 settembre del medesimo anno venne annunciata l'uscita di un nuovo singolo, Monster, realizzato per il videogioco Infinity Blade III, a ogni modo utilizzato anche per altri media come il terzo film di Iron Man. Nel 2014, invece, parteciparono alla colonna sonora di Transformers 4 - L'era dell'estinzione con il brano Battle Cry, pubblicato come singolo il 2 giugno dello stesso anno. Prima dell'uscita del disco, il quartetto pubblicò una serie di singoli per altri progetti, tra i quali figura una canzone per il film Transformers: Age of Extinction, chiamata Battle Cry e la canzone Warriors per il campionato mondiale 2014 di League of Legends.

### Smoke and Mirrorse altre attività (2014-2016)
Dall'inizio del Night Visions Tour, la band aveva preparato nuovo materiale per un album in uscita e, già dall'inizio del già menzionato tour, aveva iniziato le registrazioni di demo per l'album, al fine di produrre nuovo materiale prima di entrare in studio; alla fine, accumularono più di 50 demo. Alle porte dell'estate 2014, a conclusione del lungo tour internazionale a supporto del primo lavoro, il quartetto tornò in studio per un secondo lavoro di inediti.

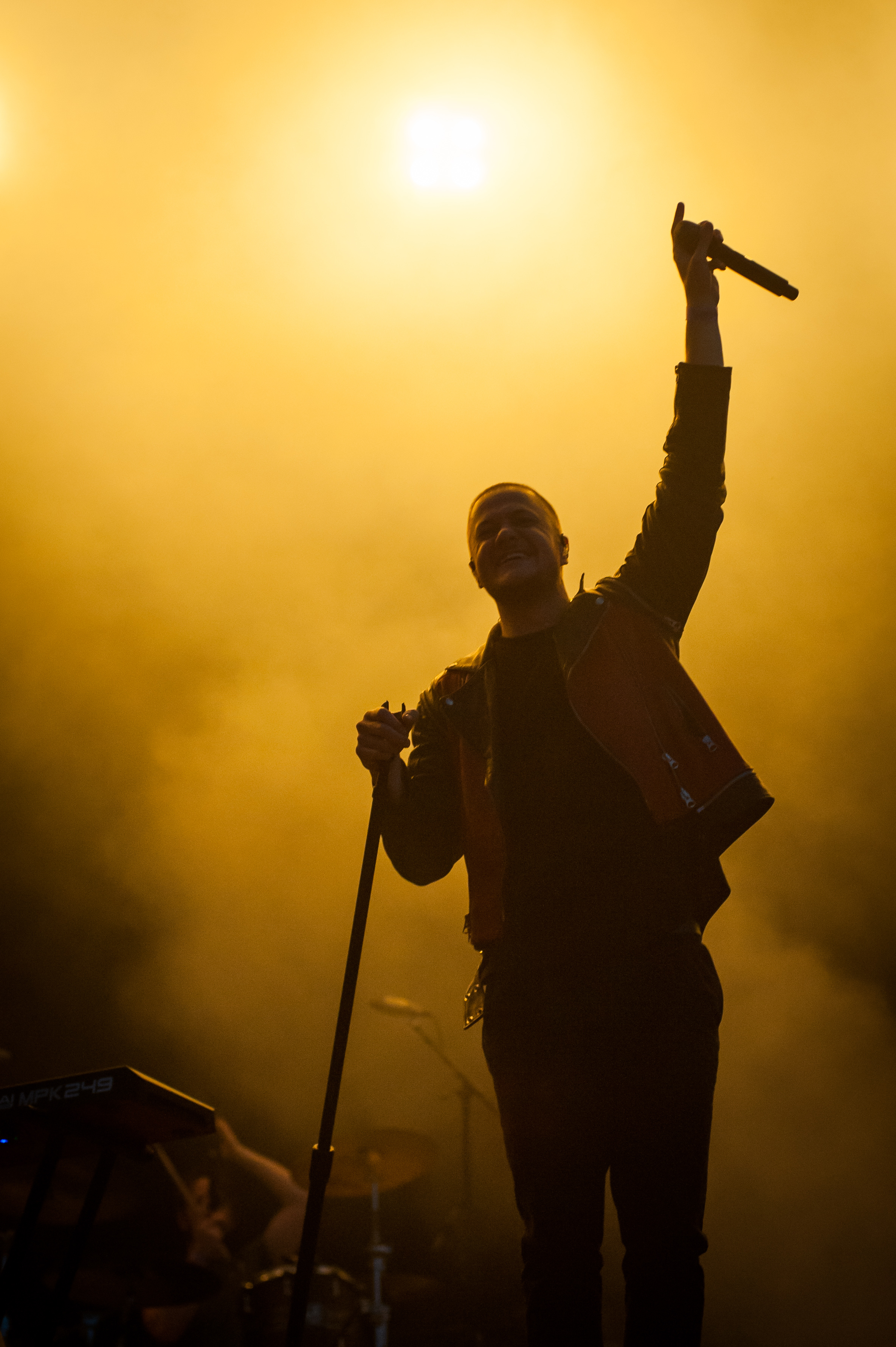
Il cantautore e fondatore della band, Dan Reynolds, in un'esibizione del 2017

Gli Imagine Dragons, inoltre, suonarono al Mayan Theatre di Los Angeles il 5 febbraio 2015 e il set, della durata di mezz'ora, incluse il debutto dal vivo di brani inediti, quali Summer e I'm So Sorry. Tra ottobre 2014 e gennaio 2015 vennero pubblicati tre nuovi singoli, I Bet My Life, Gold e Shots, che anticiparono il successivo album del gruppo, intitolato Smoke and Mirrors e pubblicato il 17 febbraio 2015. L'album debuttò in cima alla Billboard 200, diventando il primo album numero uno della band. Il 3 giugno, a Portland, la band iniziò un tour mondiale a sostegno dell'album e, il successivo 8 febbraio, la band collaborò con Target per un'esibizione di Shots come parte di uno spot pubblicitario dal vivo andato in onda durante la cerimonia dei Grammy Awards.
Il 27 agosto 2015 venne pubblicato un nuovo singolo, Roots, non facente parte dell'ultimo album. La prima esibizione dal vivo avvenne il 2 settembre a Melbourne durante il loro tour, mentre il video musicale venne pubblicato il 29 settembre seguente. Il 12 ottobre dello stesso anno uscì un altro brano inedito, I Was Me, singolo strumentale realizzato per promuovere il progetto della band One4, fondato in collaborazione con la SAP e l'Apple per raccogliere fondi e supportare i rifugiati dell'Europa e del Medio Oriente.
Il 2 marzo 2016 uscì nei cinema di tutto il mondo il film concerto Smoke and Mirrors Live, accompagnato dall'annuncio di una breve pausa sia dallo studio di registrazione che dal palco della band. Il concerto venne successivamente pubblicato in formato CD+DVD e Blu-ray. Nell'aprile 2016 venne pubblicato il brano Not Today, realizzato dal gruppo per il film Io prima di te, e a giugno dello stesso anno Sucker for Pain, singolo in collaborazione con Lil Wayne, Wiz Khalifa e altri artisti; il singolo fu estratto dalla colonna sonora ufficiale del film Suicide Squad. Il singolo ottenne un notevole successo internazionale e fu il primo singolo firmato Imagine Dragons a raggiungere la cima della Billboard Hot 100. Nel dicembre 2016, venne pubblicato un altro singolo inedito, Levitate, realizzato per il film Passengers. Inoltre, il 18 dicembre 2015, la band pubblicò una cover di I Love You All the Time degli Eagles of Death Metal, a sostegno delle vittime degli attacchi di Parigi del novembre 2015. Il tour di Smoke and Mirrors si concluse il 5 febbraio 2016 ad Amsterdam. Dopo il tour, la band decise di prendersi una pausa per dedicare maggior tempo a sé stessi.

### Evolvee l'affermazione sulla scena mondiale (2016-2017)
Il quartetto ha iniziato a registrare il loro terzo album in studio nel settembre del 2016. La band ha anticipato l'uscita dell'album pubblicando messaggi criptici sul proprio account Twitter per i successivi quattro mesi. Il 28 gennaio 2017, la band ha iniziato a rilasciare una serie di video circa il primo singolo dell'album. I video time-lapse mostrano il cantante solista Dan Reynolds il quale disegna immagini surreali su un blocco da disegno. Il codice Morse è nascosto nei video e tradotto in "oggetti dello stesso colore".

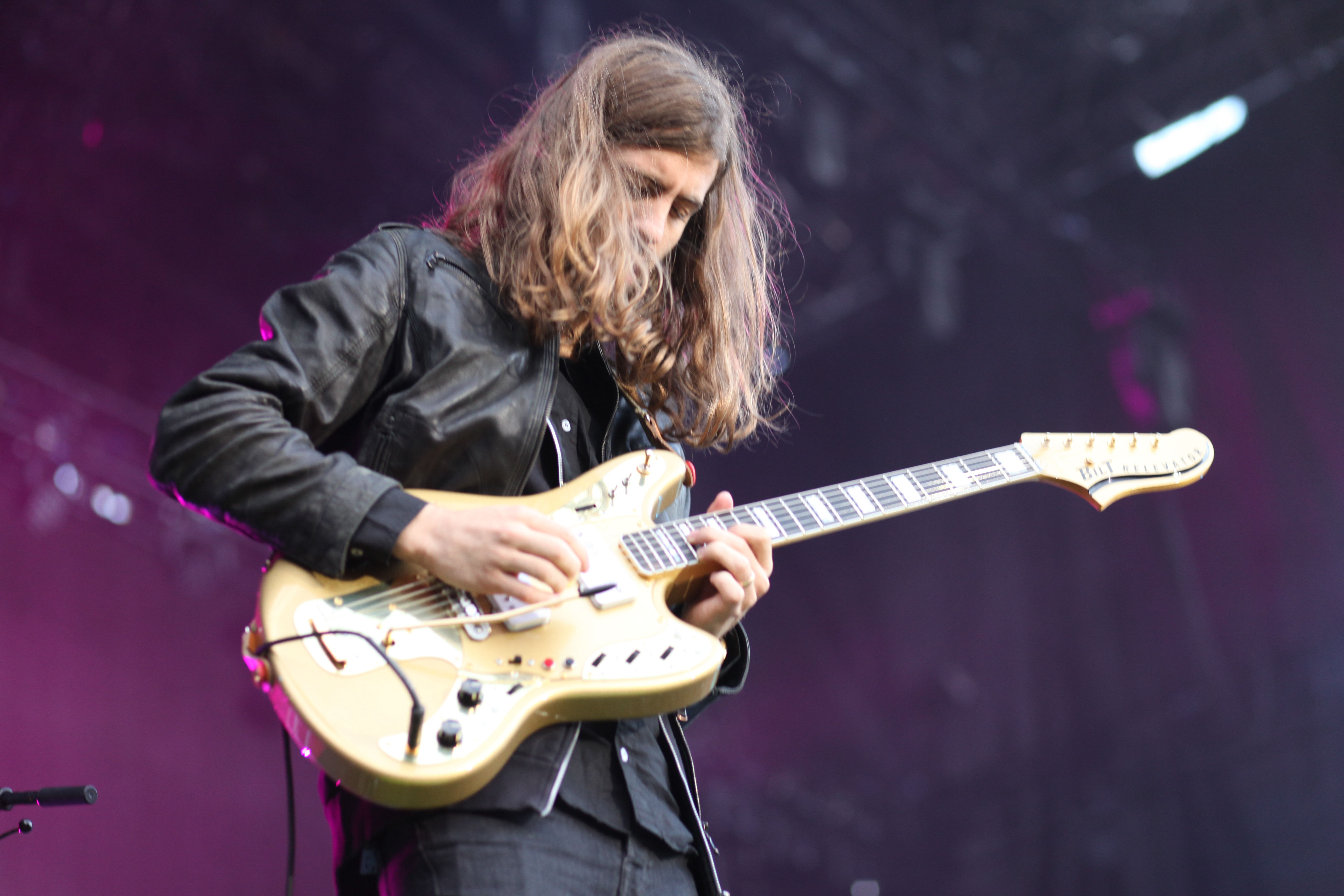
Wayne Sermon, il chitarrista della band

Il 1º febbraio 2017, dopo mesi di anticipazioni, è uscito il loro nuovo brano Believer, seguito il 7 marzo 2017 dal video ufficiale che vede come ospite l'attore Dolph Lundgren, interprete del celebre Ivan Drago, principale antagonista del film cult Rocky IV. Believer, inoltre, è stato utilizzato come parte di una pubblicità del Super Bowl per Nintendo Switch. L'8 maggio 2017, gli Imagine Dragons hanno annunciato il loro terzo album in studio Evolve. Nello stesso giorno è stato annunciato anche un tour a sostegno dell'album, svoltosi poi in 33 paesi da settembre 2017 a settembre 2018.
Il 27 aprile 2017 è stato pubblicato un altro nuovo singolo, intitolato Thunder, mentre l'8 maggio esce Whatever It Takes e il 15 giugno Walking the Wire. Grazie al video di Whatever It Takes, la band ha trionfato nella categoria Miglior video rock la sera degli MTV Video Music Awards 2018. Tutti e quattro i singoli vanno ad anticipare il terzo album in studio del gruppo, Evolve, rilasciato in tutto il mondo il 23 giugno 2017. Il disco ottiene un buon successo di vendite e nelle classifiche internazionali, ma non viene particolarmente apprezzato dalla critica specializzata per le sonorità fortemente pop ed elettroniche introdotte dal gruppo nei suoi nuovi brani. Believer, Thunder e Whatever It Takes riescono comunque a scalare le classifiche di tutto il mondo, ottenendo un notevole successo di vendite e soprattutto di ascolti, sia in radio che in streaming. Ai Grammy Awards 2018 Evolve e Thunder vengono rispettivamente candidati al Grammy Award al miglior album pop vocale e alla miglior performance pop di un gruppo, senza però trionfare in nessuna delle due categorie, mentre il gruppo si aggiudica i premi come miglior brano rock (per Believer, con anche Thunder presente tra i candidati) e come miglior album rock (sempre per Evolve) ai Billboard Music Awards dello stesso anno, tra le altre candidature ottenute.
Dopo un esteso tour internazionale in supporto a Evolve, il 21 febbraio 2018, insieme alla pubblicazione del singolo inedito Next to Me, viene annunciato un altro tour estivo che li vedrà sui principali palchi degli Stati Uniti d'America. Next to Me è stata successivamente aggiunta nelle edizioni digitali di Evolve come prima traccia. Nel maggio 2018, gli Imagine Dragons hanno eseguito Whatever It Takes sul ghiaccio alla T-Mobile Arena di Las Vegas, prima della seconda partita della finale della Stanley Cup tra i Washington Capitals e la nuova squadra NHL di Las Vegas, i Vegas Golden Knights.

### Origins(2018-2020)
Il 12 giugno 2018, il quartetto ha annunciato su Twitter l'uscita del nuovo singolo, intitolato Born to Be Yours, in collaborazione con il disc jockey norvegese Kygo. La canzone è stata poi rilasciata il 15 giugno 2018. Il 12 luglio, esattamente un mese dopo il primo annuncio, la band ha informato i fan, sempre su Twitter, circa la pubblicazione di un nuovo singolo, Natural, rilasciato il 17 luglio. Quest'ultimo, in particolare, ha occupato la prima posizione della Rock Songs per oltre 10 settimane di fila, che sommate a quelle dei precedenti singoli Radioactive, Believer, Thunder e Whatever It Takes hanno superato la cifra record di oltre 100 settimane complessive passate in cima alla classifica per la band di Las Vegas.

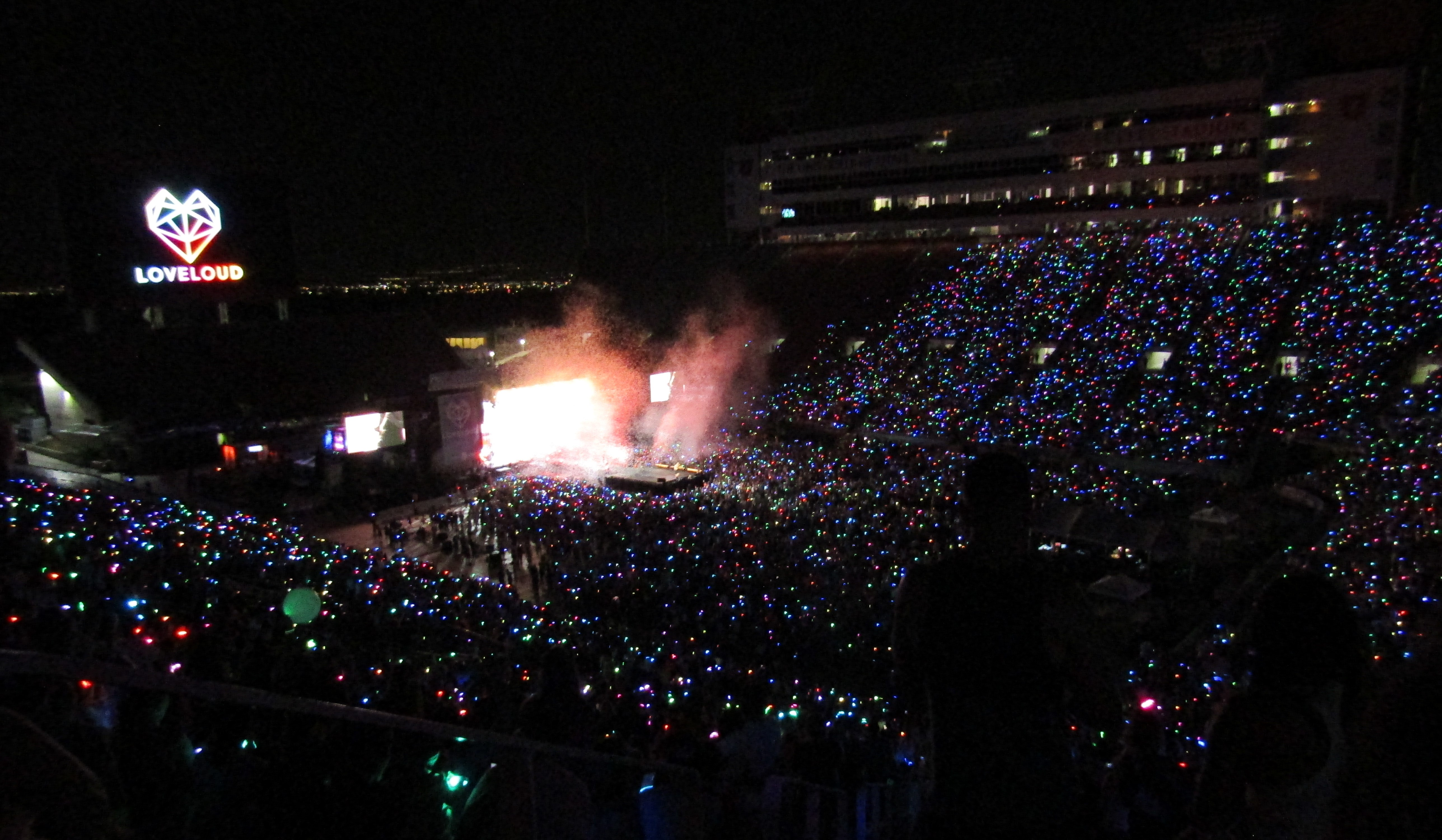
Gli Imagine Dragons nel 2018

Dopo la conclusione dell'Evolve World Tour, il 18 settembre 2018, gli Imagine Dragons hanno annunciato l'uscita un nuovo singolo chiamato Zero, la cui pubblicazione risale al giorno successivo. Realizzato per la colonna sonora del film Ralph spacca Internet, in uscita il 21 novembre 2018, la sua genesi è stata spiegata dal cantante Reynolds:
Il 3 ottobre 2018, gli Imagine Dragons hanno annunciato il loro quarto album in studio, Origins, pubblicato poi il 9 novembre 2018. Natural e Zero sono i singoli principali dell'album, mentre è presente Born to Be Yours nell'edizione internazionale deluxe dell'album. Il disco, considerato un "album fratello" del precedente Evolve, uscito l'anno precedente, è concepito dal cantante Dan Reynolds come un «esplorare nuovi territori ma apprezzare anche le tue origini. Quando creiamo, lo facciamo senza porci confini o regole. Troviamo eccitante creare musica che ci appaia differente e nuova». Il 31 ottobre successivo, gli hanno rilasciato il terzo singolo estratto dall'album, Machine. Infine, il 6 novembre 2018, è uscito Bad Liar. Origins ha debuttato al numero due negli Stati Uniti, diventando il loro quarto album nella top five; quindi, ha raggiunto la top ten in più paesi, ma ha ricevuto recensioni contrastanti dalla critica.
Il 7 gennaio 2019, il gruppo si è esibito nell'intervallo della partita del College Football Championship 2019. La band ha eseguito alcuni dei loro pezzi più noti, tra i quali spiccano Natural, Bad Liar, Thunder e una versione inedita di Believer con il rapper Lil Wayne; il giorno successivo, è stata rilasciata la nuova versione del brano sulle piattaforme di streaming.
Il 1º giugno 2019, gli Imagine Dragons si sono esibiti alla cerimonia di apertura della finale della UEFA Champions League 2019 allo stadio Metropolitano di Madrid. Il 2 giugno 2019, invece, l’unica data italiana ed europea del tour degli Imagine Dragons si è svolta alla Visarno Arena di Firenze, benedetta dal caldo e dal sole, inaugurando nel migliore dei modi la stagione dei concerti e dei live estivi. Il 6 giugno è stato rilasciato l'album postumo di Avicii, TIM, contenente la collaborazione degli Imagine Dragons nel brano Heart Upon My Sleeve.
Il 20 giugno, invece, è uscita una nuova versione di Birds, con la partecipazione della cantante italiana Elisa, come quinto e ultimo singolo di Origins. Il 23 luglio seguente, è stato rilasciato un video animato per la versione originale della canzone. Nel dicembre 2019, Reynolds ha annunciato che si sarebbe preso una pausa dalla produzione e dalla scrittura di musica per concentrarsi a pieno sulla paternità, mentre il 20 gennaio 2020, la band ha pubblicato un video musicale per Nothing Left to Say, brano del loro album di debutto, Night Visions.

### Mercury(2021-2023)
L'8 marzo 2021 il gruppo ha annunciato l'uscita di un doppio singolo inedito, Follow You/Cutthroat, reso disponibile il 12 marzo seguente. Dei due brani solo il primo ha ottenuto un gran successo e molta popolarità, esordendo nelle principali classifiche internazionali. Ispirato dalla relazione del frontman Dan Reynolds con sua moglie Aja Volkman, quest'ultimo, mentre era in procinto di finalizzare il divorzio, ha iniziato a comporre il brano subito dopo aver ricevuto un messaggio «che gli avrebbe cambiato la vita» da Volkman.
Il 16 marzo seguente viene pubblicato il relativo videoclip; girato a Las Vegas con la partecipazione di Kaitlin Olson e Rob McElhenney, ha ottenuto una nomina agli MTV Video Music Awards 2021 nella categoria di miglior video alternativo. Il 29 giugno 2021, la band ha annunciato l'uscita del singolo Wrecked, insieme al preordine del loro quinto lavoro, Mercury - Act I. Il brano è stato pubblicato il 2 luglio 2021, mentre l'album, similare al lavoro precedente, con sonorità provenienti dal rock alternativo, synth pop, elettropop e contemporary R&B, è stato pubblicato il 3 settembre, promosso dal terzo singolo radiofonico Monday. Il titolo del disco deriva dalla parola mercuriale, attingendo alle lotte per la salute mentale di Reynolds e alla mancanza di una specifica classificazione di genere musicale del gruppo, mentre i testi affrontano tematiche come la perdita, la solitudine e il dolore, celebrando anche la vita.
L'album è stato promosso attraverso numerose apparizioni televisive da parte del gruppo: tra aprile e maggio hanno presentato Follow You ai talk show The Late Show with Stephen Colbert e The Ellen DeGeneres Show, mentre a settembre hanno preso nuovamente parte al The Ellen DeGeneres Show, questa volta esibendosi sulle note di Wrecked.
L'album ha debuttato alla posizione numero nove negli Stati Uniti, la più bassa raggiunta dal gruppo con la pubblicazione di un album di debutto. A ottobre, la band ha ripubblicato i suoi primi tre extended play, ognuno contenente una bonus track inedita, su servizi di streaming e rivenditori digitali. Il 29 ottobre seguente, in collaborazione con il rapper JID, è uscito il singolo Enemy, parte della colonna sonora della serie Netflix Arcane; si tratta, dunque, della seconda collaborazione tra il gruppo statunitense e League of Legends, dopo Warriors. Il 14 novembre e il 10 dicembre, insieme a JID, il gruppo ha partecipato rispettivamente agli MTV Europe Music Awards 2021 e ai The Game Awards 2021, eseguendo Enemy. Il brano ha ottenuto forte successo a livello internazionale, raggiungendo anche la top ten della classifica negli Stati Uniti.
Successivamente il gruppo anticipa la pubblicazione del loro sesto album in studio nonché seguito di Mercury - Act I, appunto intitolato Mercury - Act 2 e previsto per il 1º luglio 2022. La pubblicazione del progetto avverrà in concomitanza con lo svolgimento della tappa europea del Mercury Tour, il quale è iniziato il 6 febbraio da Miami, negli Stati Uniti. L'11 marzo viene messo in commercio il singolo apripista del nuovo album, Bones, poi successivamente certificato disco d’oro in Italia e in Polonia. 
Il 24 giugno 2022, viene messo in commercio Sharks, pubblicato come secondo singolo estratto dal loro sesto album in studio e come sesto estratto dalla loro prima raccolta Mercury: Act 1 & 2.

### Loom(2024-presente)
Il 28 giugno 2024 viene pubblicato il nuovo album del gruppo Loom, dal quale erano state pubblicati precedentemente i brani Eyes Closed, pubblicato il 3 aprile 2024, e Nice to Meet You, pubblicata il 24 maggio dello stesso anno. L'edizione del disco lanciata per il mercato giapponese contiene la versione remix di Eyes Closed insieme a J Balvin e Children of the Sky, brano inciso dal gruppo nel 2023 come colonna sonora del videogioco Starfield.
Si tratta del primo album in studio realizzato senza il batterista Daniel Platzman, che ha smesso di partecipare alle attività del gruppo a partire dal 2023 e ha successivamente annunciato che non avrebbe più fatto parte della band il 21 agosto 2024. Un tour mondiale, annunciato subito aver rivelato il titolo dell'album e la sua data di uscita, è iniziato in Nord America appena un mese dopo l'uscita del disco.

## Stile musicale e influenze artistiche
I media fanno riferimento agli Imagine Dragons principalmente quale un gruppo alternative rock, indietronica e pop rock. Definiti da AllMusic un gruppo rock influenzato da musica elettronica, dance pop, nonché musica alternativa ispirata al britpop con brani arena rock caratterizzati da ritornelli pop, all'inizio della carriera il gruppo suonava brani principalmente alternative rock e indie rock con influenze provenienti da elettronica e pop. Al contrario, negli ultimi album, il quartetto si è leggermente discostato dalle sonorità rock in favore di un maggior uso della strumentazione elettronica e di sonorità più mainstream e inerenti alla musica pop, venendo per tale motivo occasionalmente definito come un gruppo elettropop.
Il leader carismatico del gruppo Reynolds ha citato Arcade Fire, i Nirvana, Muse, The Beatles, Paul Simon, Coldplay, Linkin Park, Harry Nilsson e U2 come maggiori influenze, nonché artisti da cui trae maggiore ispirazione assieme ai compagni di gruppo. Inoltre, ha attribuito a band come Foster the People e Mumford & Sons il merito di aver portato la musica pop alternativa a un nuovo livello di successo commerciale negli ultimi anni.
L'associazione Songwriters Hall of Fame ha descritto il processo creativo della band, affermando una lotta emotiva è centrale nella filosofia degli Imagine Dragons. Fin dall'inizio è stato l'obiettivo del gruppo di prendere il dolore che ognuno di loro ha sperimentato nella vita e trasformarlo in qualcosa di redentivo ed edificante. La trasformazione del dolore emotivo in arte. Dan Reynolds ha inoltre raccontato all'associazione che il gruppo fu fortemente influenzato dal luogo in cui il gruppo stesso si è formò, Las Vegas, dichiarando:

In un'intervista per la BMI, Reynolds ha esposto il processo creativo del gruppo:

## Filantropia e impegno nel sociale

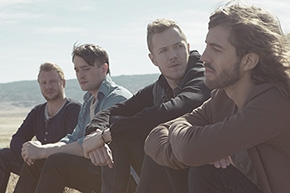
Gli Imagine Dragons sono inclini sin dalla loro formazione a occuparsi di iniziative benefiche e cause umanitarie

Gli Imagine Dragons si sono distinti sin dagli esordi per il loro impegno nelle iniziative di carattere benefico; nel 2013, insieme alla famiglia di Tyler Robinson, un fan accanito della band scomparso nel marzo del medesimo anno dopo una lunga battaglia contro il cancro, gli Imagine Dragons avviarono un'organizzazione benefica con la nomea di Tyler Robinson Foundation, avente appunto lo scopo di aiutare i giovani a combattere il tumore. A partire dal 2014, il primo galà annuale della Tyler Robinson Foundation, si tiene a Las Vegas; in tale esibizione, il gruppo eseguì Playing It Forward, al fine di raccogliere centomila dollari per i programmi musicali scolastici. La band inoltre collaborò con mtvU per aiutare a scegliere quattro destinatari della Fulbright-mtvU Fellowship, una borsa di studio, e con Do the Write Thing: National Campaign to Stop Violence, per un evento di raccolta fondi.
Tra le altre esibizioni del gruppo è possibile annoverare il concerto Bringing Human Rights Home di Amnesty International a Brooklyn il 5 febbraio 2014. L'anno seguente, gli Imagine Dragons pubblicarono il brano I Was Me per il progetto One4, i cui proventi furono destinati all'Agenzia delle Nazioni Unite per sostenere i rifugiati in fuga, in particolare in Medio Oriente. Lo stesso anno la band pubblicò una cover di I Love You All the Time degli Eagles of Death Metal, a sostegno delle vittime degli attacchi di Parigi del novembre 2015.
Nel 2017, la band ha contribuito all'organizzazione dell'annuale LoveLoud Festival, la quale mira a sensibilizzare i giovani LGBTQ e a beneficiare le organizzazioni LGBTQ come il Trevor Project. Il 22 giugno 2018, in collaborazione con il compositore di colonne sonore Hans Zimmer, il cantante Dan Reynolds ha pubblicato un singolo intitolato Skipping Stones. La canzone è stata pubblicata in corrispondenza del suo nuovo documentario, Believer, che discute il tema dell'intersezione tra la comunità LGBT e la Chiesa di Gesù Cristo dei Santi degli Ultimi Giorni. Tutti i proventi della canzone sono andati a beneficio di organizzazioni LGBTQ.

## Formazione
Formazione attuale

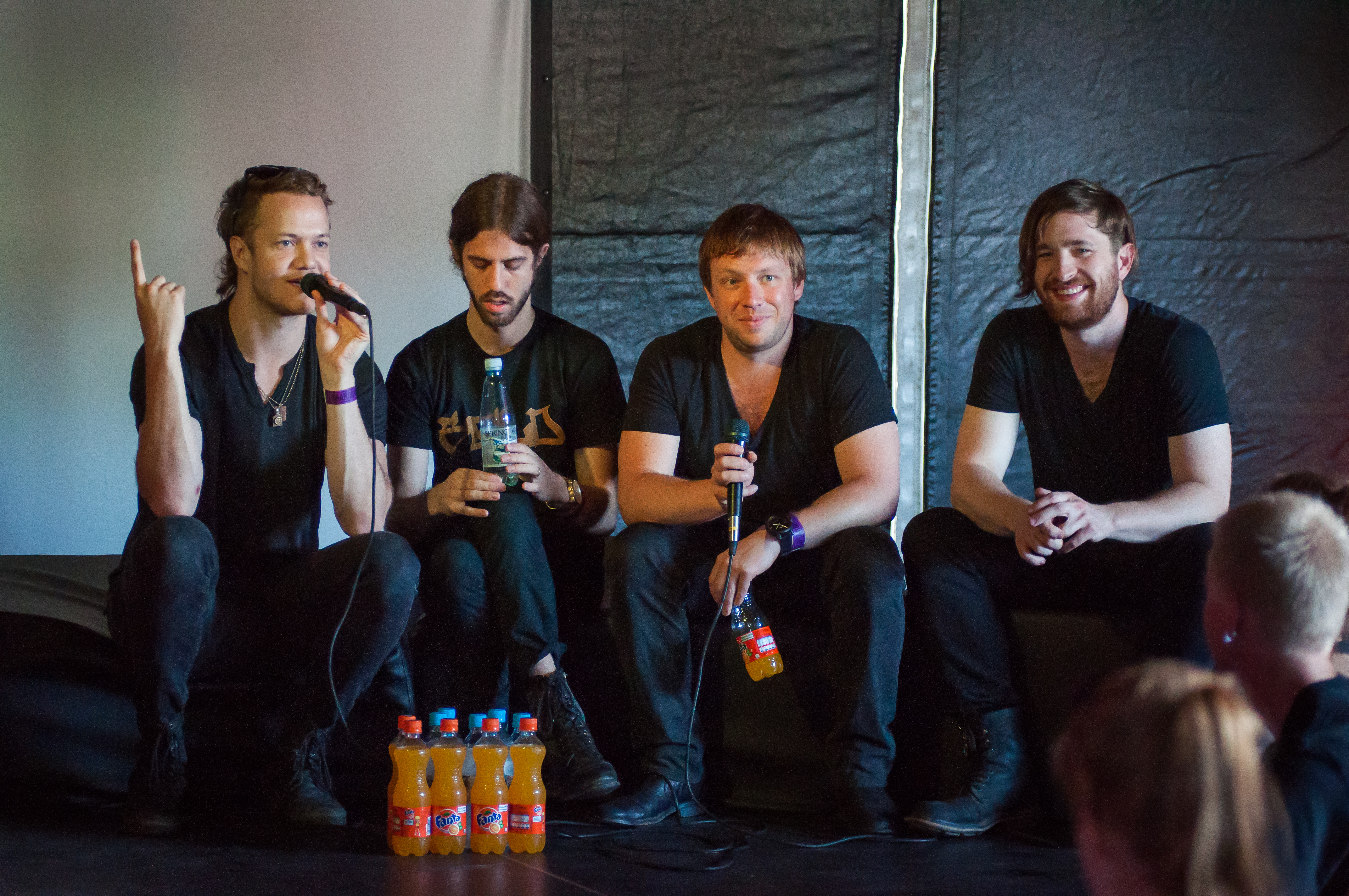
La formazione storica degli Imagine Dragons nel 2013

- Dan Reynolds – voce, chitarra acustica, tastiera, percussioni (2008-presente)
- Wayne Sermon – chitarra elettrica e acustica, mandolino elettrico, percussioni, cori (2009-presente)
- Ben McKee – basso, tastiera, sintetizzatore, percussioni, cori (2009-presente)

Turnisti
- Elliot Schwartzman – tastiera, chitarra, cori (2017-2022)
- William F Wells – tastiera, chitarra, cori (2015-2016)
- Ryan Walker – tastiera, chitarra, mandolino elettrico, tamburello, cori (2011-2014)

Ex componenti
- Theresa Flaminio – tastiera, cori (2011)
- Brittany Tolman – chitarra, tastiera, cori (2009-2011)
- Andrew Tolman – batteria, percussioni, chitarra acustica, cori (2008-2011; in tournée 2023–presente)
- Dave Lemke – basso, cori (2008-2009)
- Andrew Beck – chitarra, cori (2008)
- Aurora Florence – voce, tastiera, violino (2008)
- Daniel Platzman – batteria, percussioni, viola, cori (2011-2024)

## Discografia

### Album in studio
- 2012 – Night Visions
- 2015 – Smoke and Mirrors
- 2017 – Evolve
- 2018 – Origins
- 2021 – Mercury - Act I
- 2022 – Mercury - Act 2
- 2024 – Loom

### Raccolte
- 2025 – Reflections (from the Vault of Smoke + Mirrors)

## Tournée

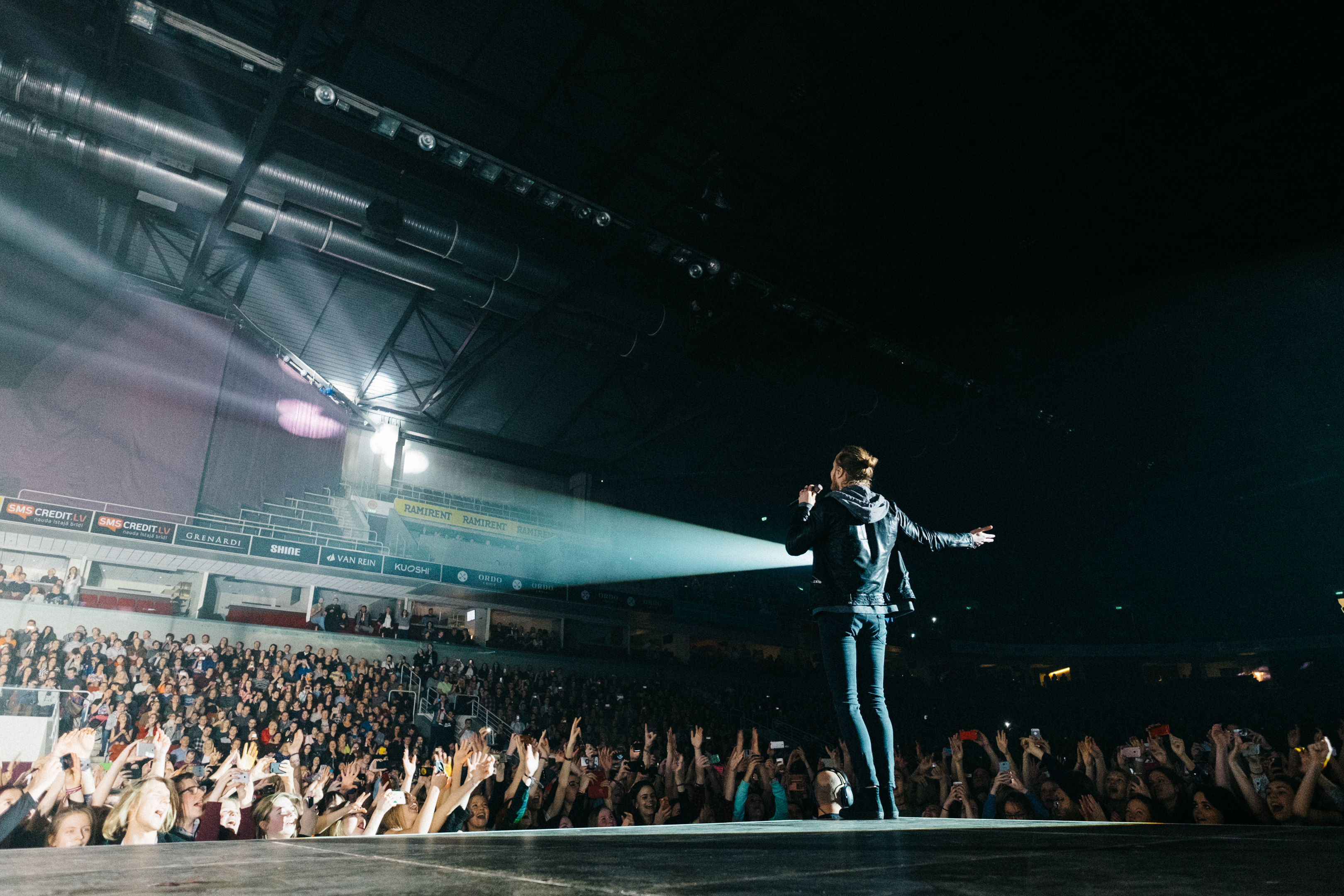
Il gruppo in concerto a Riga nel 2016

- 2011/12 – Imagine Dragons on Tour
- 2013/14 – Night Visions Tour
- 2015/16 – Smoke + Mirrors Tour
- 2017/18 – Evolve World Tour
- 2022/23 – Mercury World Tour
- 2024/25 – Loom World Tour

## Premi e riconoscimenti
Billboard Music Awards
- 2014 – Top Duo/Gruppo
- 2014 – Top Hot 100 Artist
- 2014 – Miglior artista rock
- 2014 – Miglior album rock per Night Visions
- 2014 – Miglior canzone streaming per Radioactive
- 2018 – Top Duo/Gruppo
- 2018 – Miglior artista rock
- 2018 – Miglior album rock per Evolve
- 2018 – Miglior canzone rock per Believer
- 2019 – Miglior artista rock

Grammy Awards
- 2014 – Miglior interpretazione rock per Radioactive

Echo
- 2018 – Miglior gruppo internazionale

iHeartRadio Music Awards
- 2014 – Canzone alternative rock dell'anno per Demons
- 2018 – Artista alternative rock dell'anno
- 2018 – Album alternative rock dell'anno per Evolve
- 2019 – Artista alternative rock dell'anno
- 2019 – Miglior nuovo artista rock/alternative rock

MTV Video Music Awards
- 2018 – MTV Video Music Award al miglior video rock per Whatever It Takes

Teen Choice Awardss
- 2013 – Miglior canzone rock per Radioactive
- 2014 – Miglior gruppo rock
- 2017 – Miglior canzone alternative rock per Believer
- 2018 – Miglior artista rock
- 2018 – Miglior canzone alternative rock per Whatever It Takes